# Influenzavirus C
Gammainfluenzavirus è un genere di virus appartenente alla famiglia degli Orthomyxoviridae, in grado di infettare gli umani e i suini. L'unica specie appartentente è il virus dell'influenza C.